# جون لورانس غراتن
جون لورانس غراتن (بالإنجليزية: John Lawrence Grattan)‏ هو ضابط أمريكي، ولد في 1 يونيو 1830 في فيرمونت في الولايات المتحدة، وتوفي في 19 أغسطس 1854 في Fort Laramie ‏ في الولايات المتحدة بسبب قتل في المعركة.